# Русские Новики
Русские Новики — деревня в Валдайском районе Новгородской области. Входит в состав Ивантеевского сельского поселения.

## География
Деревня находится в юго-восточной части Новгородской области, в зоне хвойно-широколиственных лесов, при автодороге 49Н-0302, в 30 км к югу от Валдая.

## История
До 1927 года — в составе Новгородской губернии. 1927—1944 годы — в составе Ленинградской области (в результате административной реформы СССР). С 1944 года — возвращена в состав Новгородской области. 
Согласно Закону Новгородской области № 371-ОЗ от 22 декабря 2004 года, деревня включена в муниципальное образование Ивантеевское сельское поселение

## Население
| 2010 |
| ---- |
| 4    |

С 1907—1913 начитывала 466 человек, 85 построек.

## Инфраструктура
Личное подсобное хозяйство с зоной сельскохозяйственного использования, индивидуальная застройка усадебного типа.
К 1913 году церковь, часовня, 2 школы, хлебо-запасный магазин, 3 мелочные лавки.

## Достопримечательности, памятные места
В деревне есть Воинское кладбище, Братская могила солдат, сержантов и офицеров, погибших в боях с немецко-фашистскими захватчиками в период Великой Отечественной войны 1941—1945.
Главная достопримечательность, заброшенная церковь Казанской иконы Божией Матери, 1902 года постройки.

## Транспорт
В деревне грунтовые дороги.